# L7 (album)
| Recensione | Giudizio |
| ---------- | -------- |
| AllMusic   |          |

L7 è il primo album in studio del gruppo musicale statunitense L7, pubblicato nel 1988.

## Descrizione
L'album, registrato nel 1987, è una dimostrazione dell'origine riot grrrl-punk rock della band, ma contiene anche tracce con sonorità alternative metal e grunge, che rimarranno nei loro successivi lavori.
La traccia Bite the Wax Tadpole è ispirato alla leggenda urbana che la traduzione in cinese di Coca-Cola sia appunto Bite the Wax Tadpole ("Mordere il girino di cera").

## Tracce
1. Bite the Wax Tadpole – 2:16 (Suzi Gardner)
2. Cat-O'-Nine-Tails – 2:12 (Suzi Gardner)
3. Metal Stampede – 2:25 (Donita Sparks)
4. Let's Rock Tonight – 3:12 (Suzi Gardner, Donita Sparks)
5. Uncle Bob – 6:32 (L7, Donita Sparks)
6. Snake Handler – 2:29 (Suzi Gardner)
7. Runnin' From the Law – 3:10 (Suzi Gardner, Donita Sparks)
8. Cool Out – 2:54 (Donita Sparks)
9. It's Not You – 1:45 (Suzi Gardner)
10. I Drink – 2:55 (L7, Donita Sparks)
11. Ms. 45 – 2:40 (L7, Donita Sparks)

Durata totale: 32:30

## Formazione
- Donita Sparks - voce, chitarra
- Suzi Gardner - voce, chitarra
- Jennifer Finch - basso, cori
- Roy Koutsky - batteria